# یواس‌اس شارکی (دی‌دی-۲۸۱)
یواس‌اس شارکی (دی‌دی-۲۸۱) (به انگلیسی: USS Sharkey (DD-281)) یک کشتی بود که طول آن ۳۱۴ فوت ۴ ۱⁄۲ اینچ (۹۵٫۸۲۲ متر) بود. این کشتی در سال ۱۹۱۹ ساخته شد.